# Karavali Ale
Karavali Ale is een Kannada-avondkrant die uitkomt in Karnataka in India. Het blad werd in 1992 opgericht door Chitra Publications en komt uit in twee edities: in Mangalore en Karwar. Het is een broadsheet. De krant is in het verleden ervan beticht onrust te willen zaaien tussen de verschillende bevolkingsgroepen in het district (hindoes en moslims). Een van de oprichters en leidinggevenden, B.V. Seetaram, is hiervoor ook ooit gearresteerd.